# Matelea orthoneura
Matelea orthoneura är en oleanderväxtart som beskrevs av G. Morillo. Matelea orthoneura ingår i släktet Matelea och familjen oleanderväxter. Inga underarter finns listade i Catalogue of Life.